# Campionati europei di karate 1993
La 28ª edizione del campionato europeo di karate si è svolta a Praga nel 1993. Hanno preso parte alla competizione 480 karateka provenienti da 33 paesi.

## Campioni d'Europa

### Kata
| Categoria             | Vincitore         |
| Individuale maschile  | Luis-María Sanz   |
| Individuale femminile | Maite San Narciso |
| Squadre maschili      | Francia           |
| Squadre femminili     | Spagna            |

### Kumite
| Categoria              | Vincitore            |
| Fino a 60 kg maschile  | Davíd Luque Camacho  |
| Fino a 65 kg maschile  | Stein Rønning        |
| Fino a 70 kg maschile  | Massimiliano Oggianu |
| Fino a 75 kg maschile  | Kosta Sariyannis     |
| Fino ad 80 kg maschile | Morten Alstadsæther  |
| Oltre 80 kg maschile   | Enver Idrizi         |
| Open maschile          | Alain Lehetet        |
| Fino a 53 kg femminile | Maryse Mazurier      |
| Fino a 60 kg femminile | Sandra Schäfer       |
| Oltre 60 kg femminile  | Katrin Olsson        |
| Open femminile         | Nurhan Firhat        |
| Squadre maschili       | Francia              |
| Squadre femminili      | Spagna               |